# Hedzsetnebu
Hedzsetnebu (vagy Hedzsetnub) ókori egyiptomi hercegnő volt az V. dinasztia idején; Dzsedkaré Iszeszi fáraó egyik lánya.
Abuszíri sírjából ismert, amely Niuszerré halotti templomától délkeletre található. Csontváza alapján a hercegnő karcsú, 18-19 év körüli nő lehetett halálakor. Édestestvére volt a közelben eltemetett Hekeretnebti hercegnőnek; csontvázuk alapján hasonlítottak egymásra. Hekeretnebti sírja készült el elsőként, majd Hedzsetnebu sírja, ezután Hekeretnebti sírját kibővítették lánya, a fiatalon elhunyt Tiszethór temetkezéséhez.